# Miracle (песен на Паула Селинг и Ови)
„Miracle“ е песен на Паула Селинг и Овидиу Чернаутяну, представила Румъния на „Евровизия 2014“.
Песента е написана през юни 2013 година в Швеция, където и Чернаутяну предлага съвместна работа с Филип Халоун. Печели националната селекция, провела се на 1 март 2014 година. Включена е в албума на Чернаутяну „A Bit of Pop Won't Hurt Anyone“, чиято дата на издаване е 5 май 2014 година.

## Видеоклип
Първоначално е заснет видеоклип, използван за промотиране на песента. Румънската телевизия предоставя кадрите от националния финал като официално видео превю към песента във връзка с „Евровизия“.
Официалният видеоклип е заснет през април 2014 година в студио на Media Pro в град Буфтеа. Режисиран е от Алекс Кяушу, а стайлингът е подсигурен от Амир Добос и Магда Мохамед. В клипа са включени и двама танцьори: Джудит Стейт и Мирча Гинеа. Излиза на 27 април.